# Fear of the Dark (Iron Maiden)
Fear of the Dark (1992) is het negende studioalbum van de Britse heavymetalgroep Iron Maiden. Het was het laatste studioalbum met zanger Bruce Dickinson tot aan diens terugkeer in 1999 en de opname van het album Brave New World in 2000.
Het album omvatte zowel gevarieerde epische nummers (Childhood's End, Afraid to Shoot Strangers en Fear of the Dark, die sterk refereerden aan de hoogtijdagen van de jaren tachtig) alsook vlammende up-tempo heavy metal (Be Quick or Be Dead).

## Tracklist
1. Be Quick or Be Dead (Dickinson/Gers) - 3:24
2. From Here to Eternity (Harris) - 3:38
3. Afraid to Shoot Strangers (Harris) - 6:56
4. Fear is the Key (Dickinson/Gers) - 5:35
5. Childhood's End (Harris) - 4:40
6. Wasting Love (Dickinson/Gers) - 5:50
7. The Fugitive (Harris) - 4:54
8. Chains of Misery (Murray/Dickinson) - 3:37
9. The Apparition (Harris/Gers) - 3:54
10. Judas Be My Guide (Dickinson/Murray) - 3:08
11. Weekend Warrior (Harris/Gers) - 5:39
12. Fear of the Dark (Harris) - 7:18

## Singles
- Be Quick or Be Dead (13 april 1992)
- From Here to Eternity (29 juni 1992)
- Wasting Love (1 september 1992)